# Walter Stokes
Walter Stokes (n. 23 mai 1898 – d. 9 iunie 1996, Stuart⁠(d), Florida, SUA) a fost un trăgător de tir ce a reprezentat Statele Unite ale Americii, medaliat olimpic. A participat la o ediție a Jocurilor Olimpice (1924) în care a câștigat o medalie de aur și o medalie de bronz.